# Platysenta illustrata
Platysenta illustrata là một loài bướm đêm trong họ Noctuidae.